# Zrazy

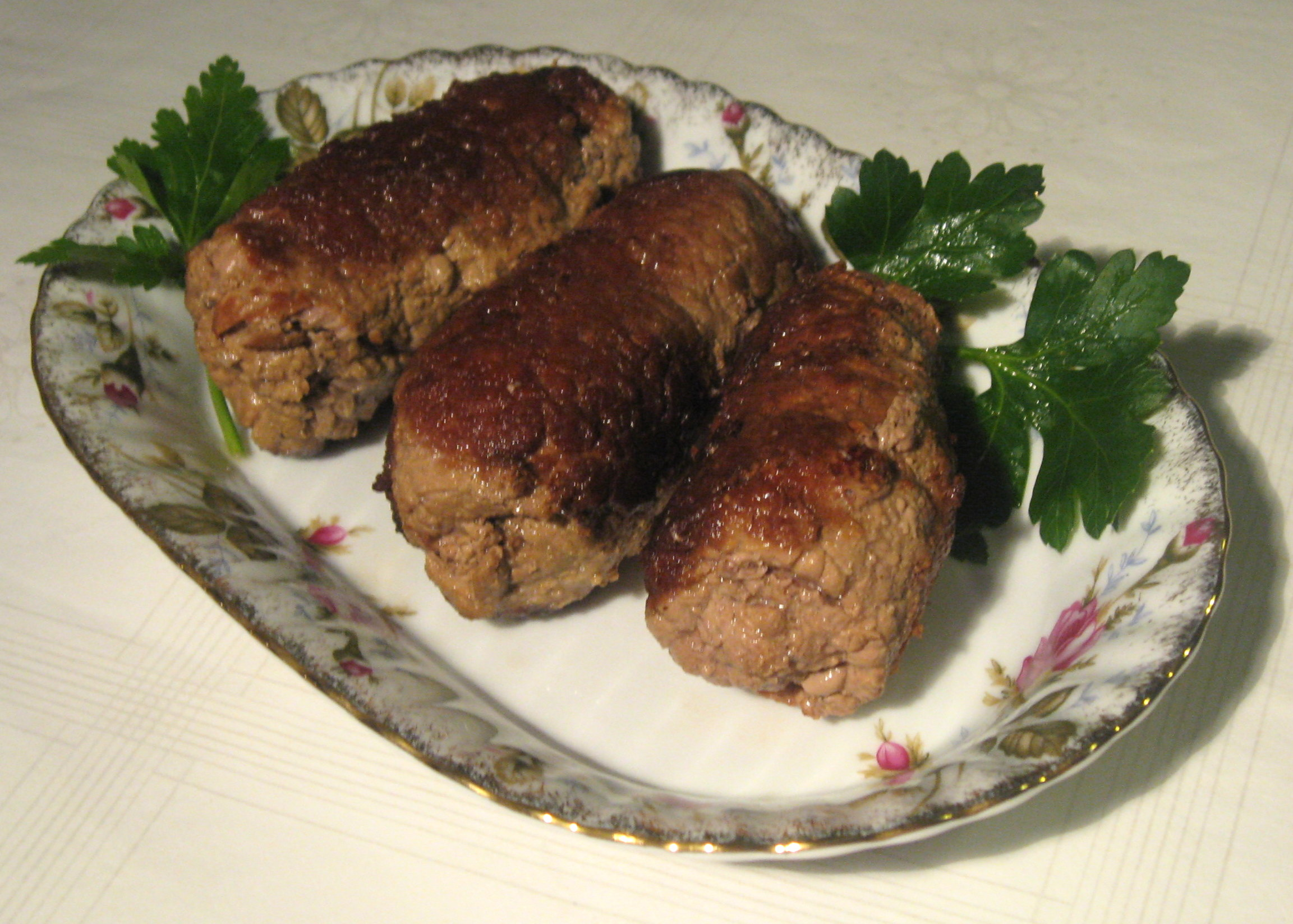
Zrazy

Zrazy sind ein traditionelles Gericht der polnischen Küche, dessen Ursprünge in der Jagd- und Adelskultur des Landes liegen. Es ist in zahlreichen Varianten bekannt.
Für die Zubereitung von Zrazy nimmt man Rindfleischscheiben und umwickelt mit diesen eine Füllung, um anschließend die fertigen Wickel zu braten und zu schmoren. Insofern sind Zrazy mit der Rinderroulade der deutschen Küche vergleichbar. Allerdings können sie auch aus aufgerolltem Hackfleisch bestehen oder aus einer Kombination von Rindfleischscheiben und Hackfleisch. Für die Zubereitung wird gerne Fleisch aus der Rinderoberschale (zrazowa) oder Rinderfilet (polędwica) verwendet, während Brötchen, Senf, Salzgurken, Pilze, Reis, Leber, Speck und Gewürze zu den Zutaten für die Füllung gehören können. Je nach Füllung unterscheidet man verschiedene Arten von Zrazy.
Auch die Küchen der Nachbarländer Polens kennen Zrazy, insbesondere die Küchen Litauens, von Belarus und der Ukraine. In vergangenen Jahrhunderten wurden Zrazy auch als Suropieki bezeichnet; der altpolnische Ausdruck „zrazy“ bedeutete ursprünglich „geklopfte Fleischscheiben“.